# Wacław Cimochowski
Wacław Cimochowski (22 de diciembre de 1912, Kursk - 4 de julio de 1982, Gdynia) fue un filólogo polaco estudioso de la lingüística indoeuropea, y sobre todo, de la lengua albanesa.
Formado en la Universidad de Vilna, tuvo como maestro a Jan Otrębski. También estudió en Viena, donde se especializó en la lengua albanesa, con Norbert Jokl, y en sánscrito. En 1948 se doctoró en la Universidad Adam Mickiewicz de Poznan. Su trabajo sobre el dialecto Dushmani, ya preparada desde 1939 en alemán, fue la primera descripción completa de uno de los dialectos no-literarios del albanés. Tuvo una larga carrera dentro del mundo académico universitario polaco.

## Obra selecta
- Recherches sur l'histoire du sandhi dans la langue albanaise, Lingua Posnaniensis 2 (1950): 220–255.
- Albanischen Etymologien, Lingua Posnaniensis 3 (1951): 158–168.
- Zur albanischen Wortforschung, Lingua Posnaniensis 4 (1952): 189–210.
- Prejardhja e gjuhës shqipe, Buletin i universitetit shtetëror të Tiranës, seria e shkencave shoqërore 12, no. 2 (1958): 37–53.
- Des recherches sur la toponomastique de l'Albanie, Lingua Posnaniensis 8 (1960): 133–145.
- Pozicioni gjuhësor i ilirishtes ballkanike në rrethin e gjuhëve indoevropiane, Studime Filologjike 2 (1973).
- Die albanischen Präsensbildung auf -io und -nio, in Studia indoeuropejskie – Études indo-européennes. Krakow: Zakład narodowy im. Ossolińskich : Wyd. Polskiej Akademii nauk, 1974, pp. 43–48.